# Sabugalita
La sabugalita és un mineral de la classe dels fosfats que pertany a l'anomenat grup de l'autunita. Rep el nom de la localitat portuguesa de Sabugal, on es troba la seva localitat tipus.

## Característiques
La sabugalita és un fosfat hidratat d'urani en forma d'ió uranil amb alumini, un uranilfosfat, de fórmula química HAl(UO₂)₄(PO₄)₄·16H₂O. Pel seu alt contingut en urani és altament radioactiu. Cristal·litza en el sistema monoclínic. La seva duresa a l'escala de Mohs és 2,5.
S'extreu com a mena de l'estratègic mineral d'urani. Per la seva forta radioactivitat ha de ser manipulat amb els adequats protocols de tractament.

## Formació i jaciments
Va ser descoberta l'any 1951 a la mina Bica, situada al municipi de Sabugal, en el districte de Guarda (Portugal). Apareix com a mineral secundari format a la zona d'oxidació de vetes de minerals de l'urani. Sol trobar-se associat a altres minerals com: meta-autunita, saléeita o fosfuranilita.